# Taxile Delord
Taxile Delord, född 25 november 1815 i Avignon, död 13 maj 1877 i Paris, var en fransk skriftställare.
Delord bosatte sig 1837 i Paris, där han arbetade på flera tidskrifter och bland annat 1848–1858 var huvudredaktör för Charivari. Sedan dess deltog han huvudsakligen i redaktionen av Siècle. 1871–1876 var han medlem av nationalförsamlingen och tog där sin plats i yttersta vänstern. Delord författade bland annat Matinées littéraires (1860) och Histoire du second empire (1868–1875), vilket arbete framkallade livligt bifall hos oppositionen och utgavs i flera upplagor.